# Thelypteris nesiotica
Thelypteris nesiotica là một loài thực vật có mạch trong họ Thelypteridaceae. Loài này được (Maxon & C.V. Morton) C.V. Morton miêu tả khoa học đầu tiên năm 1967.